# Мінюський університет
Мінюський університет (порт. Universidade do Minho) — державний університет у Португалії. Розташований у провінції Міню, в муніципалітеті Брага. Заснований 1973 року. Підпорядковується Міністерству науки, технології і вищої освіти. Має кампуси у Бразі та Гімарайнші. Поділяється на такі школи (факультети): архітектурну; природничу; інженерну; економіки та управління; юридичну; охорони здоров'я; психології; сестринської справи. Має магістратуру й аспірантуру. При університеті діють інститути дизайну, освіти; літератури і гуманітарних наук, суспільних наук. Абревіатура — UM.

## Школи
- Школа архітектури
- Школа природничих наук
- Школа інженерної справи
- Школа економіки та управління
- Юридична школа
- Школа охорони здоров'я
- Школа психології
- Школа сестринської справи